# 볼록판인쇄

볼록판인쇄의 기본 개념. A는 블록 또는 매트릭스를 의미하고 B는 종이를 의미한다. 굵은 검은 선들은 잉크 영역을 의미한다. (잉크의 굵기는 설명을 위해 상당히 과장되어 있다)

볼록판인쇄(Relief printing)의 원리는 도장을 찍듯이 양각으로 조각된 글자에 잉크를 묻혀 눌러 찍어내는 인쇄방법이다. 볼록판에는 도장, 목판, 활판, 연판 고무볼록판 등이 있다. 판의 재질과 찍을 대상에 따라 다양한 재료의 조합이 가능하다. 예를 들어 도자기처럼 곡면을 가진 물체나 압력을 가하면 형태가 유지되지 않는 골판지 등에 인쇄하기 위해서 공기를 주입한 고무판을 이용하는 등 다양한 응용이 가능하다.